# Epitaph für Martin Lang

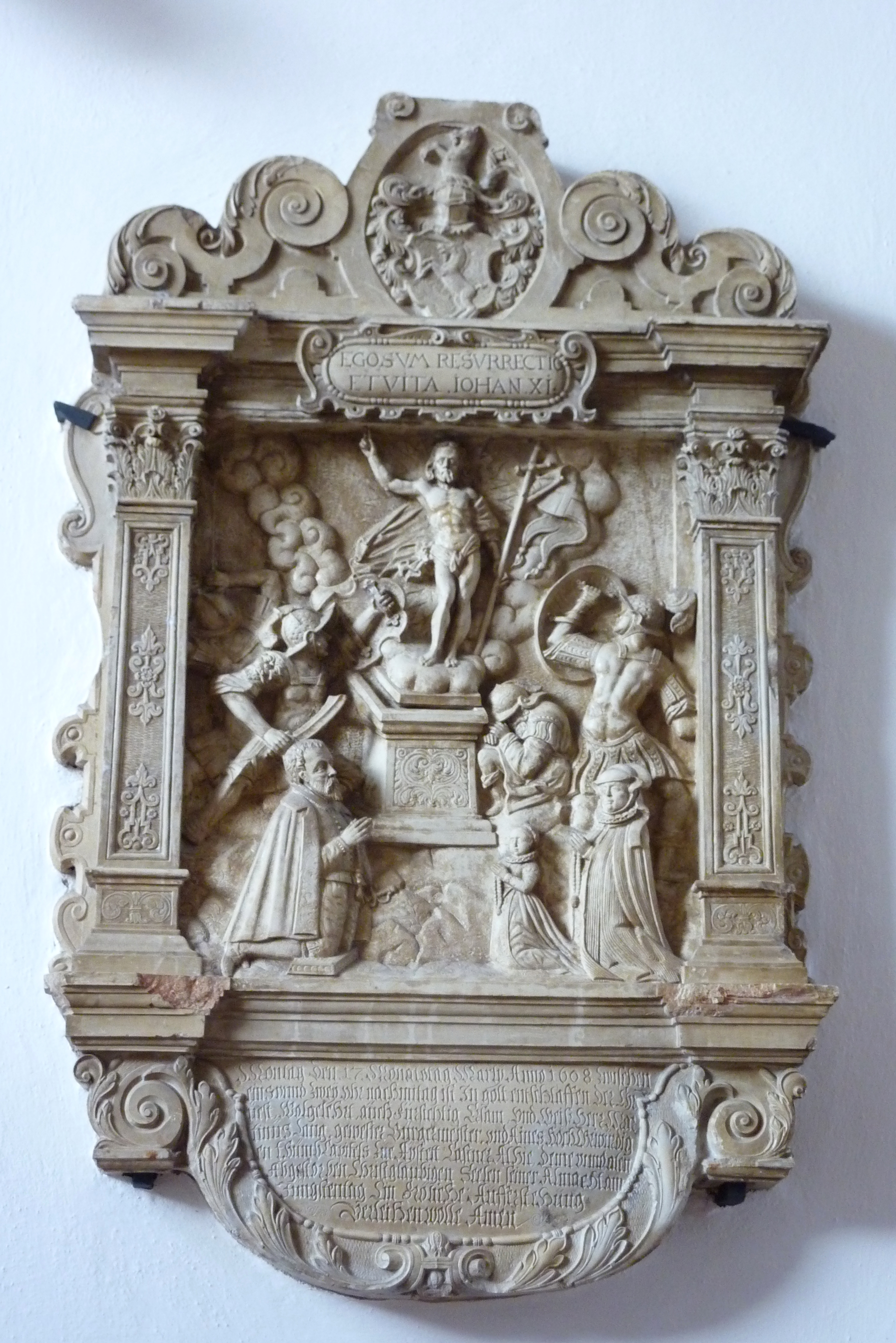
Epitaph für Martin Lang

Das Epitaph für Martin Lang befindet sich in der katholischen Pfarrkirche St. Emmeram in Wemding, einer Stadt im Landkreis Donau-Ries in Bayern. Das Epitaph ist ein Teil der als Baudenkmal geschützten Kirchenausstattung.
Das Renaissance-Epitaph hängt in der Annakapelle der Kirche. Vor der Darstellung der Auferstehung Christi kniet der am 17. März 1608 Verstorbene mit seiner Familie. Die Szene wird von Pilastern gerahmt. Das Epitaph wird vom Wappen des Verstorbenen bekrönt.